# پرینویل (اورگن)
پرینویل (به انگلیسی: Prineville) شهری در شهرستان ماریون ایالت اورگن است و در سرشماری سال ۲۰۱۱ میلادی، ۹٬۲۶۰ نفر جمعیت داشته که نسبت به سال ۲۰۱۰، ۰٫۰۸ درصد رشد جمعیت داشته‌است.

## موقعیت جغرافیایی
موقعیت جغرافیایی شهرها و مناطق اطراف به شرح زیر است: